# Muurleeuwenbek-verbond
Het muurleeuwenbek-verbond (Cymbalario-Asplenion) is een verbond uit de muurleeuwenbek-orde (Tortulo-Cymbalarietalia). Het verbond omvat rots- en muurvegetatie van kalkhoudende, min of meer vochtige standplaatsen.

## Naamgeving en codering
| Cymbalario muralis-Asplenion Segal 1969                |
| Cymbalario muralis-Asplenion rutae-murariae Segal 1969 |

- Syntaxoncode voor Nederland (rVvN): r21Ab
- BWK-karteringscode: km

De wetenschappelijke naam Cymbalario-Asplenion is afgeleid van de botanische namen van twee diagnostische soorten binnen het verbond; dit zijn respectievelijk muurleeuwenbek (Cymbalaria muralis) en muurvaren (Asplenium ruta-muraria).

## Fysiognomie

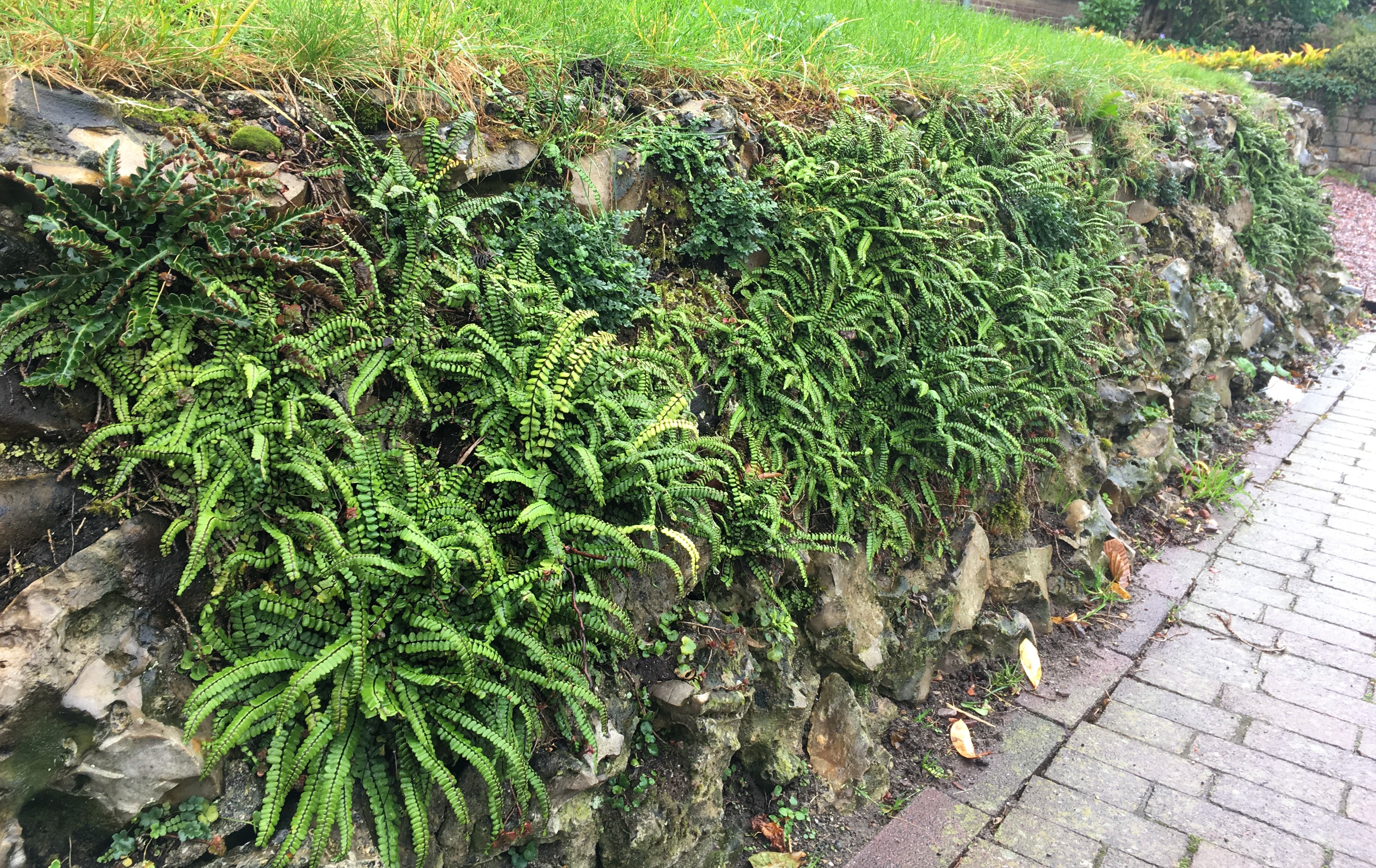
Herfstaspect van de muurvaren-associatie op een grondkerende stapelmuur.

De associaties uit het muurleeuwenbek-verbond zijn qua fysiognomie vaak goed gekarakteriseerd door het op de voorgrond treden van chasmofytische varens. De vegetatiestructuur van het muurleeuwenbek-verbond is opgebouwd uit enkel een moslaag en een kruidlaag. In de kruidlaag zijn varens dominant. De moslaag is dikwijls opvallend aanwezig met voornamelijk bladmossen.

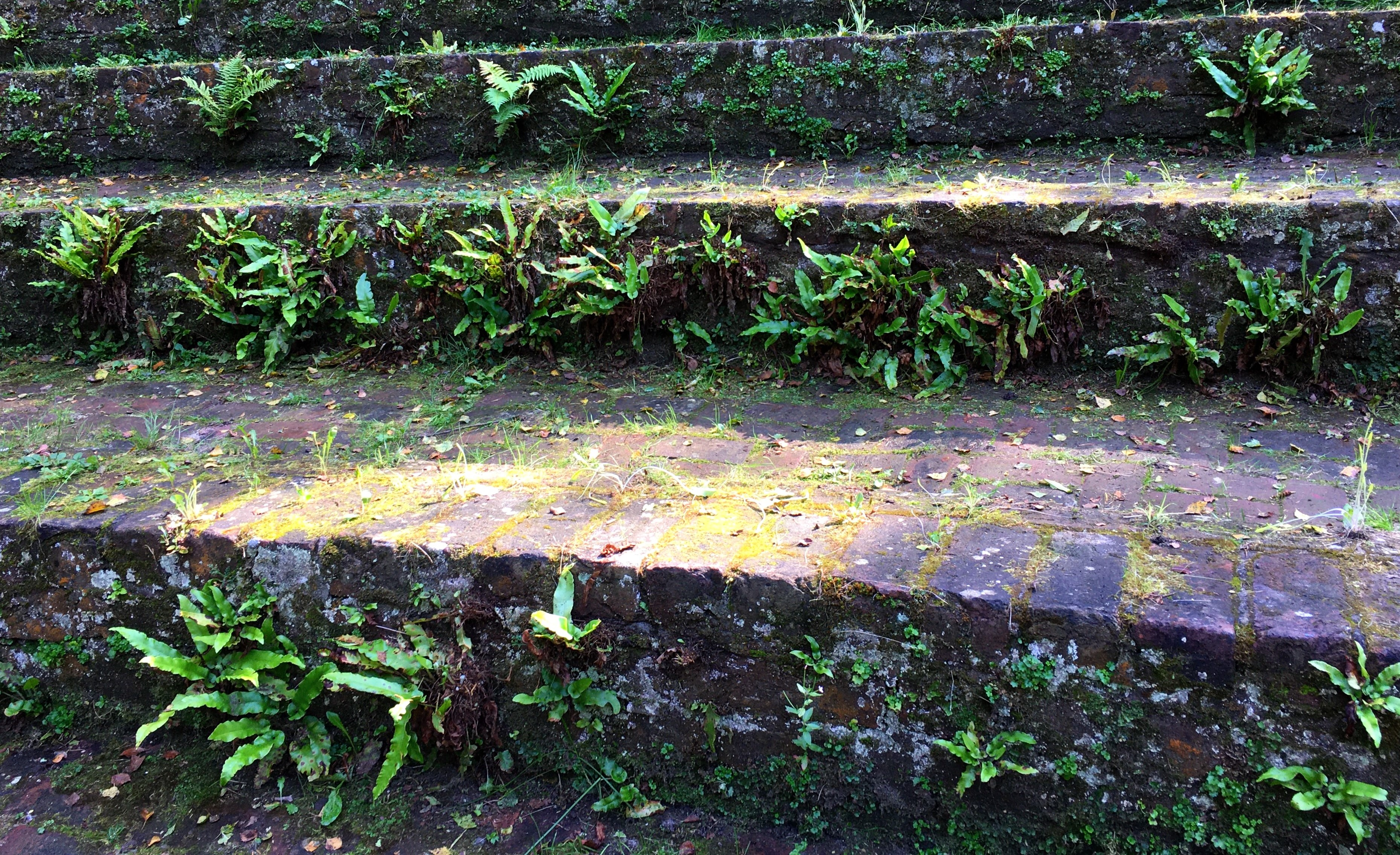
Zomeraspect van de tongvaren-associatie op de verticale delen van een oud bouwwerk.

## Ecologie
Vegetatie van het muurleeuwenbek-verbond komt tot ontwikkeling op harde, kalkhoudende, verticale of sterk hellende, stenige substraten die min of meer vochtig zijn. Voor een verbond kent het muurleeuwenbek-verbond qua trofiegraad een brede amplitude; het reikt van eutrofe tot meso-oligotrofe condities.

## Associaties in Nederland en Vlaanderen
Het muurleeuwenbek-verbond wordt in Nederland en Vlaanderen vertegenwoordigd door twee associaties.
- - muurvaren-associatie (Asplenietum rutae-murario-trichomanis)
  - tongvaren-associatie (Filici-Saginetum)

## Afgeleide gemeenschappen
Op verbondsniveau worden binnen het muurleeuwenbek-verbond in Nederland en Vlaanderen twee afgeleide gemeenschappen onderscheiden. Het gaat om een tweetal rompgemeenschappen.

### Rompgemeenschap met gele helmbloem

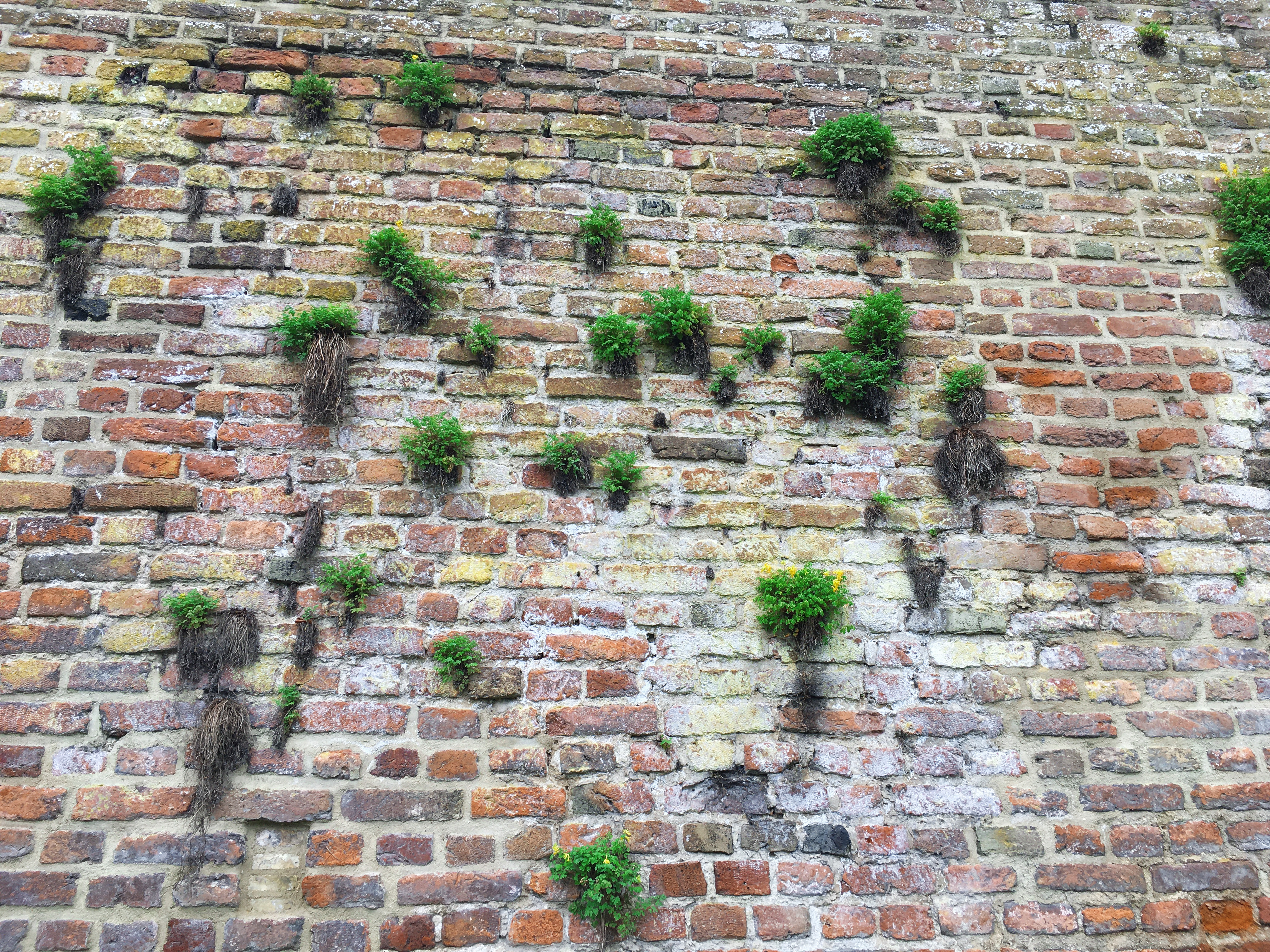
Lenteaspect van een rompgemeenschap met gele helmbloem.

Een rompgemeenschap met gele helmbloem, RG Pseudofumaria lutea-[Cymbalario-Asplenion], omvat soortenarme muurvegetatie die wordt gedomineerd door gele helmbloem. De gemeenschap komt vooral voor op meso-eutrofe tot eutrofe, kalkrijke muren. De Nederlandse syntaxoncode (conform de rVvN) voor deze rompgemeenschap is r21RG01.

### Rompgemeenschap met liggende vetmuur en gewoon muursterretje
Een rompgemeenschap met liggende vetmuur en gewoon muursterretje, RG Sagina procumbens-Tortula muralis-[Cymbalario-Asplenion], komt voor op vochtige, eutrofe tot hypertrofe, waterkerende muren. Na verloop van tijd kan dit muurvegetatietype zich ontwikkelen tot de tongvaren-associatie of de muurvaren-associatie. De Nederlandse syntaxoncode (conform de rVvN) voor deze rompgemeenschap is r21RG02.

## Diagnostische taxa voor Nederland en Vlaanderen
In de onderstaande synoptische tabel staan de belangrijkste diagnostische taxa voor het muurleeuwenbek-verbond in Nederland en Vlaanderen.
Kruidlaag
| Kentaxon | Diff.soort | Abundantie | Triviale naam    | Botanische naam           | Opmerking                              |
| -------- | ---------- | ---------- | ---------------- | ------------------------- | -------------------------------------- |
| kV       |            | O          | zwartsteel       | Asplenium adiantum-nigrum |                                        |
| kO       |            | O          | muurleeuwenbek   | Cymbalaria muralis        |                                        |
| kK       |            | O          | blaasvaren       | Cystopteris fragilis      |                                        |
|          |            | A          | muurvaren        | Asplenium ruta-muraria    |                                        |
|          |            | D          | steenbreekvaren  | Asplenium trichomanes     |                                        |
|          |            | A          | tongvaren        | Asplenium scolopendrium   |                                        |
|          |            | O          | schubvaren       | Asplenium ceterach        |                                        |
|          | dV         | F          | mannetjesvaren   | Dryopteris filix-mas      | t.o.v. verbond van klein glaskruid     |
|          | dV         | F          | liggende vetmuur | Sagina procumbens         | t.o.v. het verbond van klein glaskruid |
|          | dV         | O          | wijfjesvaren     | Athyrium filix-femina     | t.o.v. het verbond van klein glaskruid |
|          | dV         | O          | gewone eikvaren  | Polypodium vulgare        | t.o.v. het verbond van klein glaskruid |

Moslaag
| Kentaxon | Diff.soort | Abundantie | Triviale naam        | Botanische naam        | Opmerking                              |
| -------- | ---------- | ---------- | -------------------- | ---------------------- | -------------------------------------- |
| kV       |            | Z          | muurknikmos          | Bryum radiculosum      |                                        |
| kO       |            | F          | gewoon muursterretje | Tortula muralis        |                                        |
|          | dV         | F          | gewoon pluisdraadmos | Amblystegium serpens   | t.o.v. het verbond van klein glaskruid |
| kK       |            |            | gewoon zijdemos      | Homalothecium sericeum |                                        |

## Fotogalerij

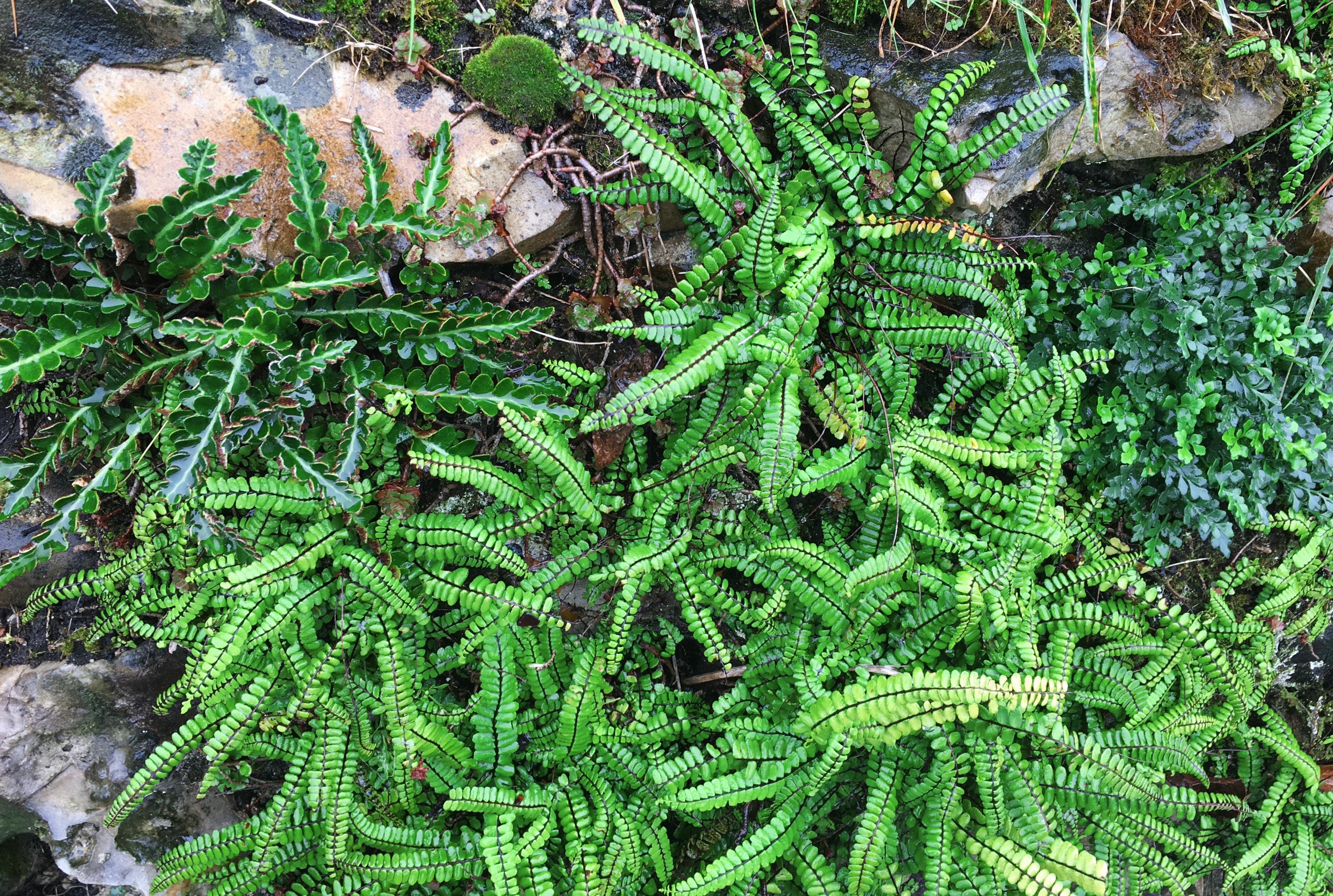
Een close-up van de muurvaren-associatie
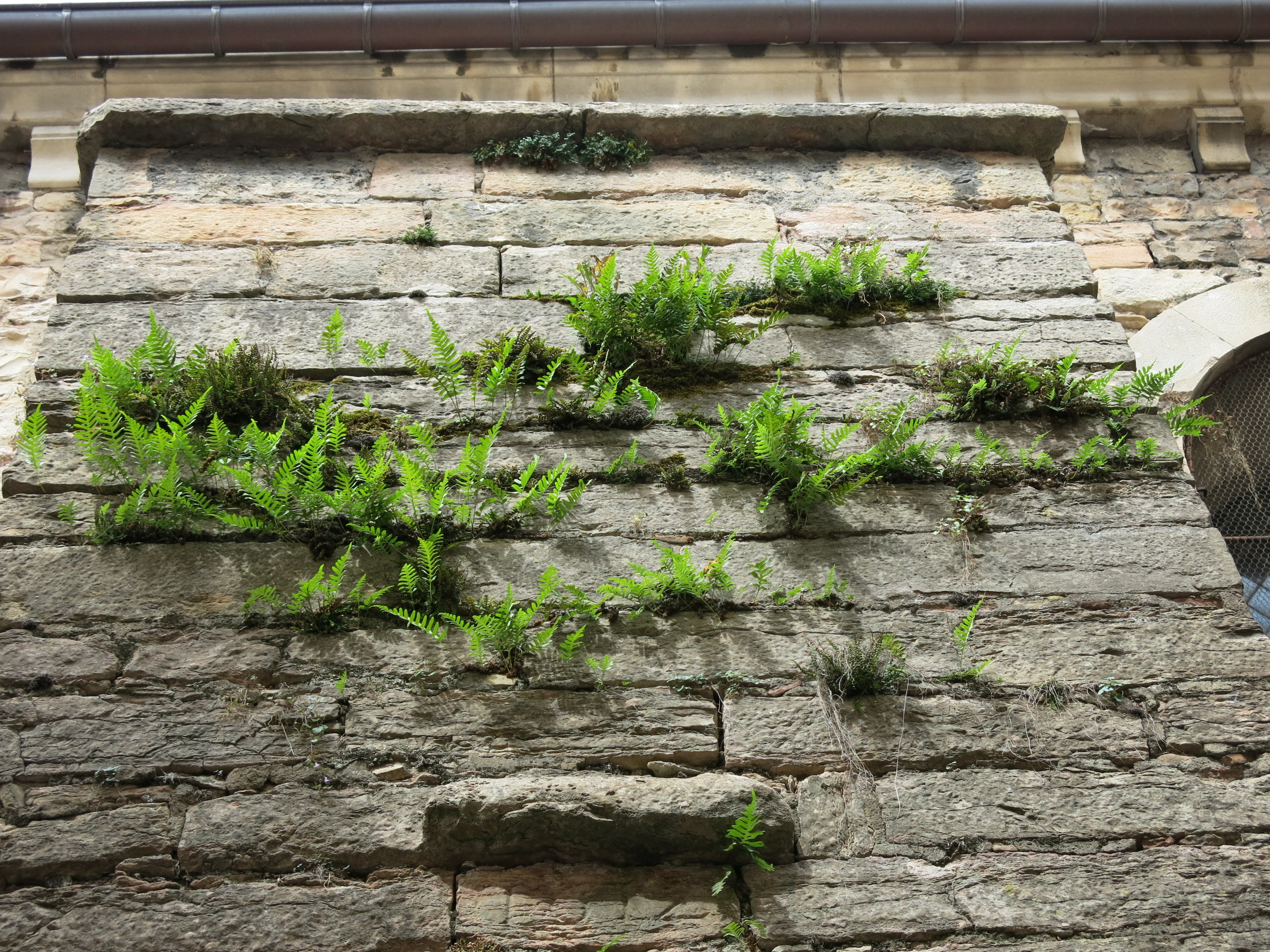
Open vorm van de muurvaren-associatie met veel eikvarens